# Vito Roberti
Vito Roberti (* 11. September 1911 in Matera; † 1. August 1998) war ein italienischer katholischer Geistlicher, Erzbischof und Diplomat.

## Leben
Roberti wurde am 23. Dezember 1933 zum Priester geweiht. Er war Minutant im Päpstlichen Staatssekretariat.
Johannes XXIII. ernannte ihn am 13. Oktober 1962 zum Apostolischen Delegaten in Ruanda und Kongo und zum Titularerzbischof pro hac vice von Constantia in Scythia. Die Bischofsweihe spendete ihm Amleto Giovanni Cicognani am 2. Dezember desselben Jahres; Mitkonsekratoren waren Giacomo Palombella, Erzbischof von Matera, und Giulio Barbetta, Titularbischof von Pharan. Er nahm an allen vier Sitzungsperioden am Zweiten Vatikanischen Konzil teil. Zusätzlich wurde er 1963 Apostolischer Nuntius von Ruanda, Kongo und Burundi. Am 15. August 1965 wurde er Erzbischof von Caserta und übte das Amt bis 1987 aus.

## Auszeichnungen
- 1956: Großes Bundesverdienstkreuz